# 주간고속도로 제55호선
주간고속도로 제55호선(영어: Interstate 55, I-55)은 미국 남부 루이지애나주 라플레이스(LaPlace)부터 중부 일리노이주 시카고(Chicago)를 연결하는 총 연장 1551.81km의 남북축 고속도로이다. 번호 '5'가 두 번 붙음에 따라 55호선의 별명은 5센트를 의미하는 니켈이 두 번 붙어 "더블 니켈"(55)로 불리기도 한다.
55호선은 미시시피강을 다른 고속도로 와는 다르게 2번 건넌다. 첫 번째는 테네시주 멤피스에서 아칸소주로 넘어갈 때 한번, 두 번째로 미주리주 세인트루이스에서 일리노이주로 넘어갈 때 한번 더 건넌다.
55호선의 종점인 일리노이주 시카고에서 북쪽으로 한 주를 더 가면 위스콘신주가 나온다. 위스콘신주 그린베이의 거주민들은 그린베이를 통과하는 현재 미국 국도 제41호선이 55호선의 연장격으로 승격되어 지역의 활성화를 이끌어내도록 하는 방안에 찬성하고 있다.